# Langelot mauvais esprit
Langelot mauvais esprit est le trente-quatrième roman de la série Langelot, écrite par le Lieutenant X (Vladimir Volkoff). Ce roman a été publié pour la première fois en 1980 chez Hachette, dans la collection Bibliothèque verte.

## Principaux personnages
- Langelot : orphelin, agent du Service National d'Information Fonctionnelle, blond, 1,68 m, mince, « traits menus mais durs »
- Capitaine Montferrand : chef du service "Protection" du SNIF et supérieur de Langelot
- Commissaire Didier : de la DST
- Professeur Roche-Verger
- Sa fille Hedwige, dite Choupette
- Delphine Ixe, dite Corinne Levasseur
- Mme Crencks
- M. Loiseau (pharmacien), M. Anastase (cantonnier), M. Petitluron (retraité) : braves compères de Roche-Verger lors des séances de spiritisme (ils ignorent la mystification)

## Résumé
Le roman commence par l'interrogatoire, par les agents du SNIF, d'un prisonnier déjà présenté dans des aventures précédentes (notamment dans Langelot et les Cosmonautes) : Sidney la Gélatine, membre de l'organisation internationale d'espionnage dite « SPHINX ». Au cours de l'audition, le prisonnier évoque un site africain dans lequel un de ses collègues du SPHINX mais aussi concurrent, Félix Sousse, entreprendrait de construire des missiles balistiques, sous le couvert d'une société commerciale appelée ENGINEX.
Le directeur du SNIF décide alors d'envoyer un agent en mission, Delphine Ixe (dite Corinne), qui prendra la place de Fabienne Davart, coiffeuse qui avait été recrutée pour deux ans sur le site ENGINEX. L'opération a lieu : Fabienne Davart est interpellée alors qu'elle s'apprête à se rendre à l'aéroport et est remplacée par Corinne, qui va infiltrer ENGINEX.
De manière plus légère, le commissaire Didier, de la DST, a un « problème » : le savant Roche-Verger s'adonne au spiritisme, fait apparaître des fantômes et fait tourner les tables. Il se demande s'il s'agit d'une activité sérieuse et sensée, d'une lubie, d'une mystification, ou de la tentative de manipulation d'un illustre savant français par un réseau d'espionnage étranger. Il demande donc l'aide du capitaine Montferrand pour l'aider à y voir plus clair : Langelot, qui est un ami des Rocher-Verger père et fille, ne pourrait-il pas avec tact faire une enquête discrète ?
Langelot se rend donc chez les Roche-Verger pour apprendre que son amie Choupette a aussi un « problème » : son père voit en cachette une femme, Mme Crencks ; elle craint qu'il puisse envisager de se marier avec elle.
Après filature et enquête, Langelot découvre que loin d'être devenu spirite ou médium, le professeur Roche-Verger s'était gentiment moqué du commissaire Didier en procédant à diverses manipulations : la table tournante était actionnée par un moteur, les voix entendues étaient reçues au moyen d'ondes radio, les visions entraperçues résultaient d'hologrammes. Le but du savant était de ridiculiser le pauvre Didier. Dans son entreprise de mystification, Roche-Verger se fait aider par Mme Crencks, la voyant en cachette pour ne pas éventer son stratagème.
Langelot découvre surtout que Mme Crencks est en réalité une agent du SPHINX, chargée de dérober les plans et les formules de carburant d'un nouveau missile dans les documents de Roche-Verger pour les communiquer à la société ENGINEX en Afrique, qui procède immédiatement aux essais.
La mission initialement « légère » de Langelot devient une vraie affaire d'espionnage industriel et rejoint celle, encore plus dangereuse, menée par Corinne en Afrique.

## Éditions
- 1980 - Hachette, Bibliothèque verte (français, version originale), illustrations de Robert Bressy.

## Autour du roman
- La dernière fois que Langelot avait croisé Sidney-la-Gélatine, c'était dans Langelot en permission (1979).
- Un Musée de l'holographie ouvre à Paris, en mars 1980.
- Il s'agit du premier roman de la série à abandonner, en image de couverture, un dessin complet ; la page de couverture présente la carte du SNIF de Langelot à laquelle se joignent une ou deux images importantes du récit.
- En 1980, année de parution de ce roman de Langelot, son auteur connaît le succès et la popularité avec son roman Le Retournement, paru en 1979.